# قائمة جامعات البحرين
هذه قائمة بجامعات البحرين.

## الجامعات الحكومية وومؤسسات التعليم العالي
- جامعة الخليج العربي
- كلية العلوم الصحية
- جامعة البحرين
- بوليتكنك البحرين

## الجامعات الخاصة ومؤسسات التعليم العالي
- جامعة العلوم التطبيقية
- الجامعة الأهلية
- جامعة أما الدولية البحرين
- الجامعة العربية المفتوحة
- معهد البحرين للتكنولوجيا
- معهد البحرين للدراسات المصرفية والمالية
- جامعة بنتلي
- معهد بيرلا للتكنولوجيا والمركز الدولي
- جامعة دلمون للعلوم والتكنولوجيا وهي جامعة غير معترف بشهادتها من قبل وزارة التربية والتعليم.
- جامعة ديبول
- الجامعة الخليجية
- معهد نيويورك للتكنولوجيا
- الجامعة الطبية بالبحرين
- الجامعة الملكية للمرأة
- جامعة المملكة
- كلية البحرين الجامعية
- الجامعة الأوروبية
- الكلية الملكية للجراحين في ايرلندا